# IC 905
IC 905 ist eine kompakte Galaxie vom Hubble-Typ C im Sternbild Bärenhüter am Nordsternhimmel. Sie ist schätzungsweise 425 Millionen Lichtjahre von der Milchstraße entfernt und hat einen Durchmesser von etwa 75.000 Lichtjahren.
Im selben Himmelsareal befinden sich u. a. die Galaxien IC 906, IC 910, IC 911, IC 913.
Das Objekt wurde am 17. Juni 1892 vom französischen Astronomen Stéphane Javelle entdeckt.